# 通知 (iOS)
通知中心是一项iOS 和macOS 系统中的功能，用于提供所有程序的提醒消息。用户不必马上对弹出的通知做出反应，只需要做出相关动作就可以消除提醒。用户可以选择哪些程序在通知中心显示，以及指定处理它们的方式。该项功能最初在2011年10月出现在iOS 5中，2012年7月时OS X Mountain Lion系统也实现了此项功能。

## 特色功能
通知中心在iOS 5中用于替代之前用于处理推送消息的系统。该功能不采用对话框的方式打扰用户使用手机，而是在屏幕顶端显示一条提醒通知消息。这就不妨碍用户继续正在进行的操作，在设定秒数之后自动消失。所有通知都被收集存放在通知中心里，iOS用户通过从上屏幕边缘下拉，macOS用户通过从触摸板的右边缘向左拉，都可以打开通知中心面板。用户通过点击这个面板中的项目可以转到对应程序，随后该条通知就被标记为已读，然后从面板中消失。用户也可以在不读消息的情况下删除某条通知，或者删除某一程序发出的全部通知。当iOS设备处于锁定状态时，新通知会出现在锁屏界面上。直接點擊後解鎖即可進入相對應應用程式。
iPhone或者iPod touch上的通知中心还包含了天气和股票小工具，分别用于显示用户所在地的天气和用户在股票应用中选择的股票。这个功能在iPad或macOS中不可用。在macOS中，用户可以设置在通知中心中显示一个Twitter按钮，这样可以直接从通知中心发推。该项功能在iOS 6中出现，并且还多附加一个Facebook按钮。自iOS 7，系統通知中心不再提供直接發送Facebook或Twitter貼文的功能，而股票及天氣則移至「今天」標籤，以小工具形式出現，並在iOS 14後，可置放於主畫面
采用推送通知系统的应用程序都可以使用通知中心。在Mac App Store中上架的macOS程序只能采用通知中心。用户可以自定义在通知中心里显示的内容，还可选择阻止某一程序显示通知，或者让其直接弹出对话框而不显示在中心里。macOS用户可以将所有通知和提醒消息停一天，免去通知满天飞之苦。但这期间各种程序发出的通知都会保存在通知中心面板里，用户可以打开进行查看。该项功能也在iOS 6中以「勿擾模式」选项的方式出现，並且後續在iOS 16整合進入「專注模式」，使用者能自訂各項情境下，針對不同App、聯絡人過濾通知。